# Margreth Weivers
Margreth Weivers (Stoccolma, 24 luglio 1926 – Stoccolma, 3 febbraio 2021) è stata un'attrice svedese.

## Biografia
È stata sposata con Bertil Norström a partire dal 1947, ma in seguito hanno divorziato.

## Filmografia

### Cinema
- När ungdomen vaknar, regia di Gunnar Olsson (1943)
- L'irresistibile soldato Bom (Soldat Bom), regia di Lars-Eric Kjellgren (1948) (non accreditato)
- Le ragazze (Flickorna), regia di Mai Zetterling (1968)
- En kärlekshistoria, regia di Roy Andersson (1970)
- Colpo di fionda (Kådisbellan), regia di Åke Sandgren (1993)
- Kalle e gli angeli, regia di Ole Bjørn Salvesen (1994)
- Vendetta, regia di Mikael Håfström (1995)